# Krynica (powiat chełmski)
Krynica – wieś w Polsce położona w województwie lubelskim, w powiecie chełmskim, w gminie Dubienka.
W latach 1975–1998 miejscowość należała administracyjnie do województwa chełmskiego. 
Wieś stanowi sołectwo gminy Dubienka. Według Narodowego Spisu Powszechnego (III 2011 r.) liczyła 37 mieszkańców i była dziesiątą co do wielkości miejscowością gminy.
Wierni Kościoła rzymskokatolickiego należą do parafii Trójcy Przenajświętszej w Dubience.